# José Moreira de Melo
Dom José Moreira de Melo (Patrocínio, 3 de agosto de 1941) é bispo emérito brasileiro, o quinto bispo da Diocese de Itapeva (São Paulo) de 25 de março de 1996 a 2016, quando então passa a ser nomeado pelo Papa Francisco o Monsenhor Arnaldo Carvalheiro Neto como bispo coadjutor.

## Juventude e educação
Dom José nasceu em Serra do Salitre, então distrito de Patrocínio, Minas Gerais, filho de José Domingos de Melo e Ana Moreira de Assis.
Cursou o 1º Grau na E. E. Cel. Cristiano, Lagoa Formosa (1949 a 1953) e no Seminário São José em Uberaba (1954 à 1958); 2º Grau no Seminário Pio XII, Patos de Minas e no Seminário Sagrado Coração de Jesus, Diamantina (1959). Cursou Filosofia no Seminário Sagrado Coração, Diamantina (1960 à 1963), Reconhecimento FDB em São João del Rei. Cursou Teologia no Seminário Coração Eucarístico e Instituto de Filosofia e Teologia em Belo Horizonte (1964 à 1967). Também é formado em Pedagogia com Apostilamento em Orientação Educacional, pela FDB de São João Del Rey e Letras pela FAFIPA em Patos de Minas.

## Presbiterado
José entrou no seminário em 1954 e sua ordenação como padre deu-se em 27 de janeiro de 1968, em Patos de Minas.

### Atividades durante o presbiterado
Foi Vigário Cooperador na Catedral de Patos de Minas (1968), Pároco na Paróquia Cristo Rei, Lagamar (1969 a 1989); foi também, Orientador Educacional do Estado, Professor do Seminário Maior Maria Imaculada em Araxá (1992 a 1994), Pároco da Paróquia São Sebastião de Araxá (1989 a 1992); Reitor do Seminário Maior Maria Imaculada, Araxá, Coordenador de Pastoral Diocesana; Representante do Clero, Membro da Comissão Regional de Presbíteros e Pró-Vigário Geral da Diocese de Patos de Minas.

## Episcopado
Recebeu nomeação Episcopal em 17 de janeiro de 1996 e foi ordenado bispo em Patos de Minas, no dia 25 de março de 1996, tendo como ordenante principal: Arcebispo João Bosco Oliver de Faria e concelebrantes: Arcebispo Benedito de Ulhôa Vieira e Dom José Lambert Filho C.S.S †.
Em virtude de seus 75 anos, dos quais 20 exerceu o ministério episcopal em Itapeva, pediu sua renúncia ao Papa Francisco conforme previsto no Código de Direito Canônico, tornando-se então bispo emérito dessa diocese.

### Atividades no episcopado
É Bispo acompanhante da Pastoral Operária do Regional Sul 1; Presidente da Sub-Região Pastoral de Sorocaba; Membro da Comissão Representativa do Regional Sul 1, e também Presidente da Comissão Episcopal para o Ecumenismo e o Diálogo Inter-religioso.

### Linhagem Episcopal/Sucessão Apostólica
- Bispo José Moreira de Melo (1996)
- Arcebispo João Bosco Oliver de Faria (1987)
- Arcebispo José d'Angelo Neto † (1960)
- Arcebispo Armando Lombardi † (1950)
- Clemente Cardeal Micara † (1920)
- Pietro Cardinal Gasparri † (1898)
- François-Marie-Benjamin Cardeal Richard de la Vergne † (1872)
- Joseph Hippolyte Cardeal Guibert, OMI † (1842)
- Bispo St. Eugène-Charles-Joseph de Mazenod, OMI † (1832)
- Pai Carlo Odescalchi, SJ † (1823)
- Giulio Maria Cardeal della Somaglia † (1788)
- Hyacinthe-Sigismond Cardeal Gerdil, B. † (1777)
- Marcantonio Cardeal Colonna (Jr.) † (1762)
- Carlo della Torre Rezzonico † (1743)
- Prospero Lorenzo Lambertini † (1724)
- Pietro Francesco (Vincenzo Maria) de Orsini Gravina, OP † (1675)
- Paluzzo Cardeal Altieri Paluzzi Degli Albertoni † (1666)
- Ulderico Cardeal Carpegna † (1630)
- Luigi cardeal Caetani † (1622)
- Ludovico Cardeal Ludovisi † (1621)
- Arcebispo Galeazzo Sanvitale † (1604)
- Girolamo Cardeal Bernerio, OP † (1586)
- Giulio Antonio Cardeal Santorio † (1566)
- Scipione Cardeal Rebiba †